# Zenón Noriega Agüero

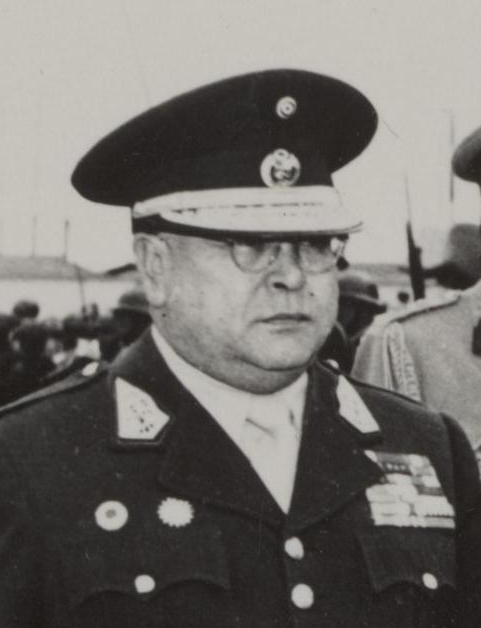
Zenón Noriega Agüero - Präsident der peruanischen Militärjunta (1950)

Zenón Noriega Agüero (* 12. Juli 1900 in Cajamarca, Peru; † 7. Mai 1957 in Lima, Peru), General und Politiker, war 1950 kurzzeitig formal Präsident Perus an der Spitze einer Militärjunta.
Noriega wurde 1900 in Cajamarca geboren. Er war der Stellvertreter von Manuel A. Odría, seit dieser 1948 durch einen Militärputsch die Macht übernommen hatte. Am 1. Juni 1950 übergab Odría die Amtsgeschäfte an Noriega, da er selbst bei einer Präsidentschaftswahl (als einziger Kandidat) antreten und sich vom Volk bestätigen lassen wollte. Nach der Wahl übergab Noriega die Präsidentschaft am 28. Juli wieder an Odría.
Historiker stimmen darin überein, dass Noriega nicht selbständig regierte, sondern als Strohmann im Präsidentenamt die Anweisungen Odrías befolgte.
1955 plante Noriega einen Staatsstreich zur Absetzung Odrías, was dieser jedoch vereitelte. Noriega wurde inhaftiert und starb 1957.